# نيزافيسيمايا غازيتا
نيزافيسيمايا غازيتا (بالروسية:Независимая газета)، هي صحيفة روسية محلية تصدر يوميا، أسس نيزافيسيمايا غازيتا الروسية بتاريخ 21 ديسمبر 1991 م، وذلك بعد انهيار الاتحاد السوفيتي، وهي صحيفة تهتم بالأخبار السياسية ونشر تقارير إخبارية حول ما يجري في روسيا.

## المواضيع
تهتم صحيفة نيزفيسيمايا غازيتا بالأخبار والتقارير المفصلة، ومنها :
- أخبار العلوم والتكنلوجيا (بالروسية:наука)
- المهمات الدبلوماسية (بالروسية:дипкурьер)
- الأخبار السياسية (بالروسية:нг-политика)
- الدين "وخاصة الطائفة الأرثوذكسية المسيحية (بالروسية:нг-религии)
- المناطق (بالروسية:нг-регионы)
- قطاع الاتصالات (بالروسية:нг-телеком)

## وصلات خارجية
- الموقع الرسمي